# 空を見上げて (白井貴子の曲)
「空を見上げて」（そらをみあげて）は、白井貴子の26枚目のシングル。
1997年4月23日にビクターエンタテインメントより発売（VIDL-30007）。

## 概要
14thシングル「あきらめないで」から2年後のリリースとなる本曲は、1996年10月5日から1997年9月27日まで放送されたTBS系テレビアニメ『逮捕しちゃうぞ』の第1シリーズ後期（第3）エンディングテーマに使用された。また、1999年3月から4月にかけて、TBS系『ワンダフル』内で放送された『逮捕しちゃうぞ Special』の後期（第2）エンディングテーマとしても使用されている。

## 収録曲
1. 空を見上げて
作詞・作曲：白井貴子 編曲：白井貴子 & The River of Dreams
  - テレビアニメ『逮捕しちゃうぞ(1st SEASON)』エンディングテーマ
  - テレビアニメ『逮捕しちゃうぞ Special』エンディングテーマ
2. 空を見上げて 〜UNPLUGGED LIVE VERSION〜
3. 空を見上げて 〜HOME MADE KARAOKE BOX〜